# Widmo wolności
Widmo wolności (fr. Le fantôme de la liberté) – francusko-włoska tragikomedia z 1974 roku w reżyserii Luisa Buñuela. Zdjęcia kręcono w Paryżu.
Film składa się z ciągu niepowiązanych ze sobą scenek, które nie mają żadnej pointy. Reżyser stosuje tu zasadę odwróconego tabu. Polega ono na ukazaniu tego, co normalne i powszechne w naszej kulturze jako tabu, podczas gdy to, co wstydliwe lub naganne staje się normą.

## Główne role
- Adriana Asti – kobieta w czerni/siostra prefekta
- Julien Bertheau – pierwszy prefekt
- Jean-Claude Brialy – pan Foucauld
- Adolfo Celi – doktor Pasolini
- Paul Frankeur – oberżysta
- Michael Lonsdale – modysta
- Pierre Maguelon – Gérard, żandarm
- François Maistre – profesor
- Hélène Perdrière – ciotka
- Michel Piccoli – drugi prefekt
- Claude Piéplu – komisarz policji
- Jean Rochefort – pan Legendre
- Bernard Verley – sędzia
- Milena Vukotic – pielęgniarka
- Monica Vitti – pani Foucauld
- Jenny Astruc – żona profesora
- Pascale Audret – pani Legendre
- Marie-France Pisier – pani Calmette